# Milan Valverius
Milan Rastislav Valverius, född 19 oktober 1924 i Tjeckoslovakien, död 10 februari 1994 i Stockholm, var en svensk rättsläkare och författare. Han var alkoholforskare och chef för Statens rättsläkarstation i Solna. Valverius ansvarade för obduktionen av Olof Palme den 1 mars 1986 samt obduktionerna av journalisten Cats Falck och hennes väninna Lena Gräns i maj 1985.